# Playa Norte
Playa Norte es una playa ubicada en el distrito de Punta Hermosa, al sur de la provincia de Lima en Perú. Se encuentra aproximadamente en el kilómetro 43 de la antigua carretera Panamericana Sur, a tan solo 40 minutos de la ciudad de Lima. El distrito de Punta Hermosa cuenta con un amplio número de sub-playas, estas son: El Silencio, Caballeros, Señoritas, Playa Norte, Playa Negra o también conocida como Playa Centro, Playa Blanca y finalmente Kontiki. Mucha gente considera que Pulpos es parte del distrito de Punta Hermosa pero no es así.
Playa Norte, cuenta con la rompiente de ola llamada El Point, que rompe hacia la derecha. Al extremo norte de Playa Norte existe la rompiente denominada El Paso (rompe hacia la izquierda). Y al sur, se encuentra la rompiente La Isla (rompe hacia la derecha también), justo al otro lado de La Isla de Punta Hermosa.
Playa Norte tiene forma de herradura, forma una especie de pequeña bahía rodeada de rocas donde muchos pescadores depositan sus redes en las noches para recogerlas al día siguiente llenas de pescados.
Playa Norte en realidad es uno de los balnearios más antiguos y chicos de Punta Hermosa. La zona de la playa, está formada por un aproximado de 20 familias cuyas casas están divididas por un portón. Dentro de ese portón, la gente cuenta con seguridad contratada y servio de jardinería. Es más seguro que sus alrededores ya que no cuentan con seguridad de noche ni de día.
Los domingos en Playa Norte son únicos. La gente de la zona se reúne para formar equipos de vóleibol y toda la mañana se dedican a compartir y a hacer deporte. Muchas veces, el Club Náutico de punta hermosa organiza un campeonato de vóley ínter-playas del distrito de punta hermosa y Playa Norte campeonó por 5 años consecutivos.